# Mărgău, Cluj
Mărgău este satul de reședință al comunei cu același nume din județul Cluj, Transilvania, România.

## Gumuțeascasau limba de sticlă
Satul Margău a intrat în conștiința publică românească cu „limba gumuțească”; este vorba de jargonul geamgiilor din acest sat care, la un moment dat, formau o breaslă care vindea și instala geamuri în toată țara. Vocabularul fantezist al „gumuțeascăi” nu are nicio legătură cu cuvintele din limba română, astfel încât geamgiii mărgăuani nu erau înțeleși de alții. Iată câteva exemple de asemenea cuvinte:

- Tălăuzești? = Vorbești gumuțeasca?/ înțelegi?
- Tălăuz = sticlă
- Munuc, s-asface deapsă! (Munuc! e un fel de „Băi!”) = Băi, e om bun![2] [3][4]

## Vezi și
- Biserica Sfinții Arhangheli Mihail și Gavriil din Mărgău